# Litsea talaumifolia
Litsea talaumifolia är en lagerväxtart som beskrevs av André Joseph Guillaume Henri Kostermans. Litsea talaumifolia ingår i släktet Litsea och familjen lagerväxter. Inga underarter finns listade i Catalogue of Life.